# Гай Клавдий Марцел (консул 49 пр.н.е.)
Гай Клавдий Марцел (на латински: Gaius Claudius Marcellus; * 92 г. пр.н.е.) е римски политик на късната Република и консул през 49 г. пр.н.е. от фамилията Клавдии-Марцел.

## Биография
Неговият баща е Марк Клавдий Марцел, едил през 91 пр.н.е. Вероятно Марк Клавдий Марцел (консул 51 пр.н.е.) е негов по-голям брат.
В началото на неговата служба като консул през 49 пр.н.е. с колега Луций Корнелий Лентул Крус избухва войната между Гай Юлий Цезар и сенатското множество с ръководството на Помпей. Марцел, противник на Цезар, събира войски, с които се прехвърля в Гърция, и през 48 пр.н.е.в. командва флота на Помпей. След тази година не се споменава повече.
Марцел не трябва да се бърка с братовчед му със същото име, консул 50 пр.н.е.